# دایملر ال۱۵
دایملر ال۱۵ (به انگلیسی: Daimler L15) یک هواپیمای ساختِ کارخانهٔ دایملر-موتورن-گیزلشافت در کشور آلمان است. این هواپیما برای نخستین بار در ۱۹۱۹ میلادی مورد استفاده قرار گرفت.